# Formación geológica

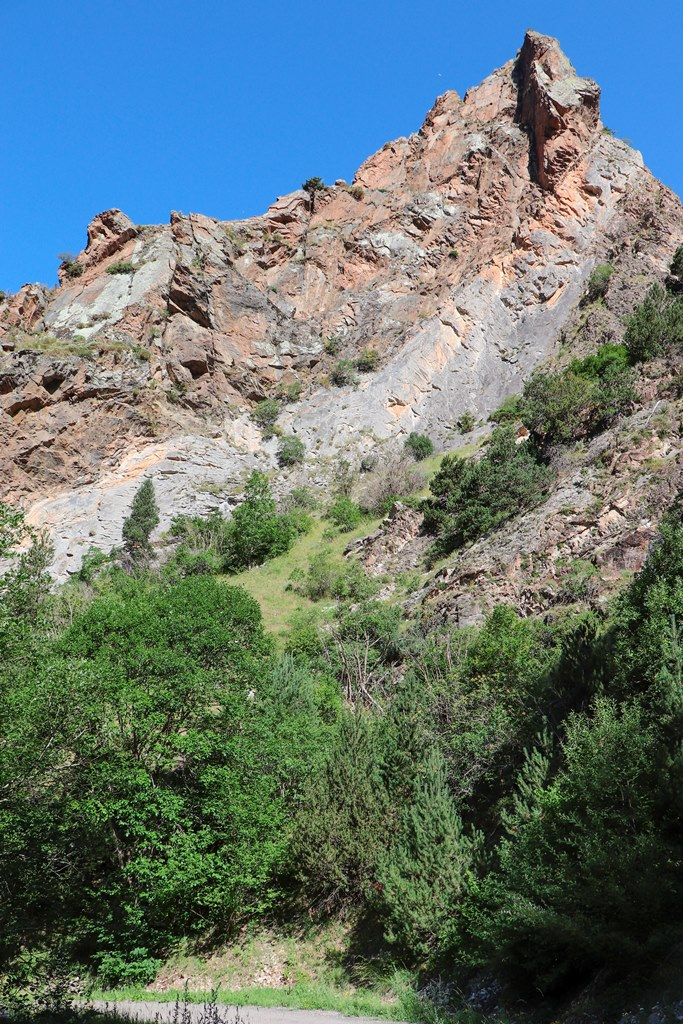
Afloramiento precámbrico de la Formación Canaveilles en la frontera entre España y Francia.

Una formación geológica es una unidad litoestratigráfica formal que define cuerpos de rocas caracterizados por unas propiedades litológicas comunes (composición y estructura) que las diferencian de las adyacentes. Es la principal unidad de división litoestratigráfica. Pueden asociarse en unidades mayores (grupos y supergrupos), subdividirse (miembros) o diferenciarse unidades menores significativas dentro de ellas (capas). La disciplina geológica que se ocupa de las unidades litoestratigráficas es la estratigrafía.
Según la Comisión Internacional de Estratigrafía, el conjunto de rocas sedimentarias de la corteza terrestre debería estar completamente definido mediante formaciones, mientras que no sería obligatorio hacerlo con otros tipos de unidades litoestratigráficas.
Una formación debe ser lo suficientemente grande como para que pueda cartografiarse en la superficie o trazarse en el subsuelo. Por lo demás, las formaciones no se definen por el espesor de sus estratos rocosos, que pueden variar mucho. Suelen tener forma tabular, aunque no universalmente. Pueden estar formadas por una única litología (tipo de roca), o por lechos alternados de dos o más litologías, o incluso por una mezcla heterogénea de litologías, siempre que esto las distinga de los cuerpos de roca adyacentes.
El término «formación» suele usarse también informalmente para designar conjuntos de rocas o estructuras geológicas que comparten determinadas características, como «formación arrecifal» (atendiendo al origen), «formación siliciclástica» (atendiendo a la composición), «formación de estalactitas» (para describir un conjunto homogéneo de estructuras), etc.
El concepto de formación geológica se remonta a los inicios de la geología científica moderna. El término fue utilizado por Abraham Gottlob Werner en su teoría del origen de la Tierra, que se desarrolló durante el período comprendido entre 1774 y su muerte en 1817.

## Delimitación de una formación
Los límites de una formación se eligen para darle la mayor consistencia litológica práctica. Las formaciones no deben definirse por ningún otro criterio que no sea la litología. La litología de una formación incluye características tales como composición química y mineralógica, textura, color, estructuras de depósito primarias, fósiles considerados partículas formadoras de rocas u otros materiales orgánicos como carbón o kerógeno. La taxonomía de fósiles no es una base litológica válida para definir una formación.
El contraste en litología entre formaciones se requiere para justificar su establecimiento y varía con la complejidad de la geología de una región. Las formaciones deben poder delimitarse a la escala del mapeo geológico que se practica normalmente en la región. No hay un límite de espesor para poder establecer una formación, pero las normas internacionales indican que, al menos, han de ser representables en un mapa geológico —usualmente de escala 1:50 000 a 1:25 000—.

## Denominación

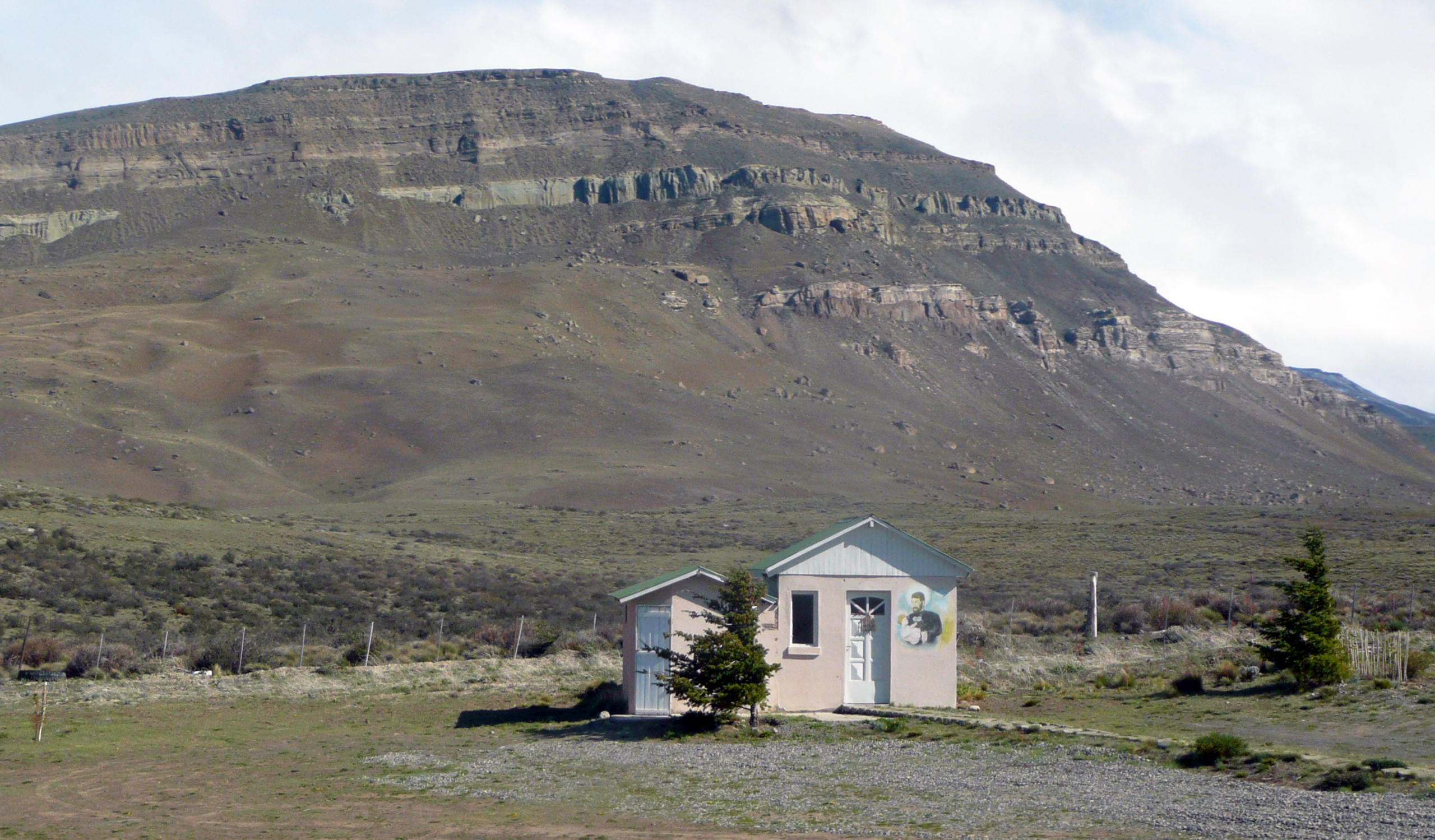
Afloramiento de estratos de la Formación Chorrillo (Cretácico de Argentina).

Los nombres formales de las formaciones están compuestos por tres partes: 
1. El término «Formación», que suele abreviarse como «Fm.».
2. Las características litológicas principales (p.ej. «Lutitas, areniscas y conglomerados», «Dolomías, margas y calizas», ...).
3. El nombre de la localidad o zona en la que ha sido descrita inicialmente, sirve de referencia principal para identificar la formación. La parte geográfica del nombre no se debe traducir o alterar cuando se cite en otros idiomas, salvo la transliteración de caracteres si es necesario.

Ejemplos: Formación Dolomías de Tramacastilla, Fm. Dolomías tableadas de Imón, Fm. Areniscas de Downton Castle, etc. Conviene añadir la referencia de la publicación en la que se define formalmente para su identificación inequívoca.

## Agrupaciones y divisiones
Las formaciones consecutivas pueden agruparse, si las características litológicas que presentan en común son diferentes a las de otros formaciones, en grupos de dos o más formaciones, pudiendo establecerse subgrupos y supergrupos.
No es necesario que las formaciones estén subdivididas, pero cuando existen criterios que permiten discriminar subunidades significativas de acuerdo a sus litofacies, se pueden definir unidades litoestratigráficas de rango menor llamadas miembros. Las normas de nomenclatura para los miembros siguen los mismos criterios que para las formaciones (miembro suele abreviarse «Mb.»). Finalmente, en una formación o un miembro pueden delimitarse capas, las unidades de menor rango, que tienen características litológicas muy peculiares que las hacen fácilmente diferenciables y su espesor puede ser desde pocos centímetros a algunos metros. Las capas marcan niveles de gran interés en correlaciones locales.

## Formaciones y unidades cronoestratigráficas

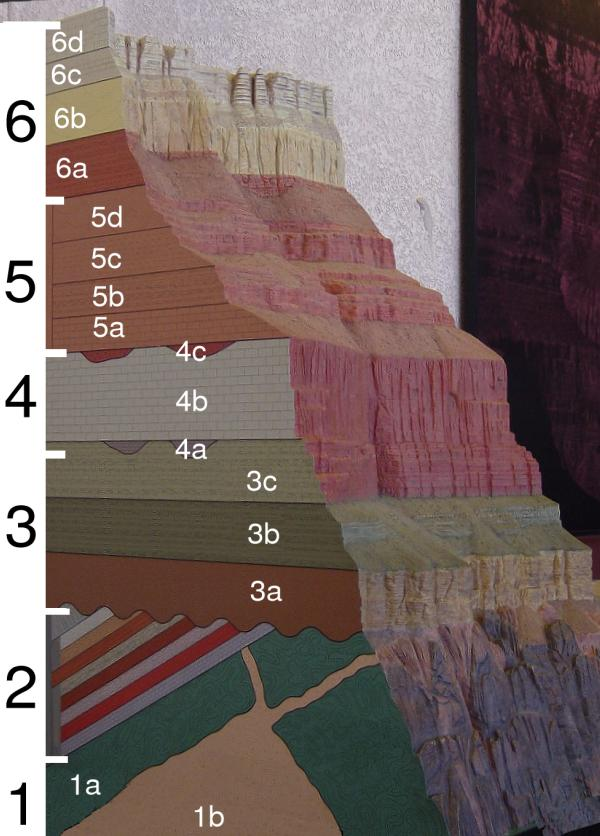
Maqueta que reproduce las diferentes capas geológicas del Gran Cañón en Estados Unidos. Los números en blanco corresponden a las diferentes formaciones.

Las unidades litoestratigráficas y las cronoestratigráficas pertenecen a sistemas de clasificación y ordenamiento de las rocas independientes entre sí, se definen con criterios muy diferentes. Así, una formación puede pertenecer a uno o a varios pisos (unidades cronoestratigráficas básicas de referencia para la escala temporal geológica), dependiendo de la duración de la actividad del medio sedimentario en el que se formó. Por otra parte, los pisos incluyen necesariamente numerosas unidades litoestratigráficas (formaciones, miembros o capas), debido a que para cada edad, como en la actualidad, la formación de depósitos sedimentarios se produce por todo el planeta en diferentes ambientes sedimentarios. Asimismo, la migración geográfica en el tiempo de un ambiente deposicional puede conducir a que los primeros depósitos de una formación sean de una edad en una zona y más modernos en otra (heterócronos).
El concepto de capas o estratos formalmente definidos es central en la disciplina geológica de la estratigrafía, y la formación es la unidad fundamental de la estratigrafía. Las formaciones pueden combinarse en grupos de estratos o dividirse en miembros. Los miembros difieren de las formaciones en que no necesitan ser cartografiables a la misma escala que las formaciones, aunque deben ser litológicamente distintivos cuando estén presentes.
La definición y el reconocimiento de las formaciones permiten a los geólogos correlacionar estratos geológicos a través de grandes distancias entre afloramientos y exposiciones de estrato de roca. En un principio, las formaciones se describieron como los marcadores esenciales del tiempo geológico, basándose en sus edades relativas y en la ley de superposición. Las divisiones de la escala del tiempo geológico fueron descritas y puestas en orden cronológico por los geólogos y estratigrafos de los siglos XVII y XIX.
Las formaciones geológicas pueden definirse de forma útil para las capas de rocas sedimentarias, las rocas metamórficas de bajo grado y las rocas volcánicas. Las rocas ígneas intrusivas y las rocas muy metamorfoseadas no suelen considerarse formaciones, sino que se describen como litodemas..

## Utilidad de las formaciones
El concepto de capas o estratos formalmente definidos es central en la disciplina geológica de la estratigrafía, y la formación es la unidad fundamental de la estratigrafía. Las formaciones pueden combinarse en grupos de estratos o dividirse en miembros. Los miembros difieren de las formaciones en que no necesitan ser cartografiables a la misma escala que las formaciones, aunque deben ser litológicamente distintivos cuando estén presentes.
La definición y el reconocimiento de las formaciones permiten a los geólogos correlacionar estratos geológicos a través de grandes distancias entre afloramientos y exposiciones de estrato de roca. En un principio, las formaciones se describieron como los marcadores esenciales del tiempo geológico, basándose en sus edades relativas y en la ley de superposición. Las divisiones de la escala del tiempo geológico fueron descritas y puestas en orden cronológico por los geólogos y estratigrafos de los siglos XVIII y XIX.
Las formaciones geológicas pueden definirse de forma útil para las capas de rocas sedimentarias, las rocas metamórficas de bajo grado y las rocas volcánicas. Las rocas ígneas intrusivas y las rocas muy metamorfoseadas no suelen considerarse formaciones, sino que se describen como litodemas..

## Otros usos del término
El término «formación» también se usa de manera informal para describir las formas extrañas que adquieren las rocas a través de procesos de erosión o deposición. Tal formación se abandona cuando ya no está afectada por el agente geológico que la produjo. Algunas formaciones de cuevas bien conocidas incluyen estalactitas y estalagmitas.